# HD 283750
HD 283750，也稱為金牛座V833，是一顆距離太陽57光年的K-型主序星。這顆恆星比太陽年輕得多，只有10億歲。HD 283750的重元素濃度與太陽相似。 
這顆恆星有一個共同移動的白矮星伴星WD 0443+270，投影角距離為124"，兩者都可能是被從畢宿星團彈出的恆星。白矮星伴侶有一個相當奇特的鐵核，屬於光譜類DA9，質量為 0.62+0.02
−M☉。
雖然HD 283750被歸類為多週期變星， 2020年的一篇論文聲稱其變異性不超過太陽的變異性，並且無法確定任何週期。
HD 283750被大量的星斑覆蓋，在磁迴圈的最大值處佔據了恆星表面的28%。在1993年11月，這顆恆星爆發了一個能量為7.47×1034ergs的極其强大的耀斑，這是在焰星可能釋放能量的上限之上。HD 283750的耀斑伴隨著足够强的粒子束，足以影響恆星光球的偏振特性。

## 疑似星際伴星
1996年，通過差分都卜勒光譜法探測到一顆疑似50-MJ的棕矮星HD 283750b，它位於1.79天環繞HD 283750的軌道上。到2007年，伴星的質量被精確到0.19M☉，成為一顆紅矮星。